# ǁKhauxaǃnas
| Schematische Darstellung der vorkolonialen Festungsstadt |                          |
| Erhaltene Wehrmauern                                     | Eingebrochene Wehrmauern |
| Zugänge                                                  |                          |

ǁKhauxaǃnasKlicklaut oder auch Schans Vlakte (Afrikaans) ist eine heute nur noch als Ruine existierende vorkoloniale Stadt und Festung der namibischen Nama-Volksstämme Orlam und ǁHawoben (Veldschoendraeger) aus dem 18. Jahrhundert, gelegen in einem unzugänglichen Hochplateau der Großen Karasberge bei Karasburg im Süden Namibias. Die Anlage wurde zwischen den Jahren 1796–1798 errichtet und ist damit nicht nur älter als alle von Europäern errichteten Bauwerke des Landes, sondern auch die älteste bis heute bekannte Baustruktur in ganz Namibia. Ihr Ausbau und ihre Nutzung lassen sich in drei Phasen unterteilen. Sie ist seit ca. 1907 verlassen, nachdem sie zuletzt von Jakobus Morenga und seinen Truppen als Basis im Guerillakrieg gegen die deutschen Besatzer genutzt wurde.

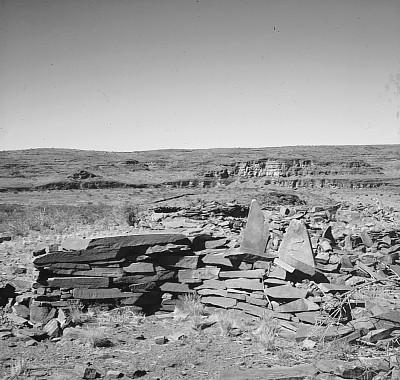
Ruinen von ǁKhauxaǃnas (1987)

Eine weitere vorkoloniale Festungsanlage ist das sich ca. 50 Kilometer südwestlich befindliche Klip Fontein, Narudas oder Robber Henricks Place, wo die Veldschoendrager vor ihrem Umzug in den 1820er Jahren gelebt haben. Der Ursprung dieser Bauten ist jedoch bisher noch weniger erforscht als ǁKhauxaǃnas selbst.

## Erste Phase: Gründung
ǁKhauxaǃnas ist im Zuge der Gründung Kapstadts und der unfreiwilligen Wanderung der in der Kapprovinz ansässigen Orlam unter Klaas Afrikaner am Ende des 18. Jahrhunderts als Fluchtburg und schwer zugängliche Bergstadt gegründet worden. Die Anlage erfüllte ihren Zweck, mindestens fünf vom Kap nachsetzende Buren-Kommandos kamen nie weiter als bis zum damals neun Tagesreisen südwestlich liegenden Warmbad. Die Festung wurde nie angegriffen. Unter Klaas Afrikaner stieg der Ruf der Festung unter allen Nama der Region durch das Widerstehen der burischen Strafexpeditionen. Es ist in diesem Zusammenhang dokumentiert, dass sich weitere Nama-Gruppen den Orlam anschlossen. Einen gewissen Aufschwung erlebte die Festung im Nachgang durch das Plündern kolonialer, von Weißen besessener Farmen im Umland.

## Zweite Phase: Aufstieg und Bedeutungsverlust
Nach der Nordmigration der Orlam unter Jonker Afrikaner in den 1820ern wurde die Festung ǁKhauxaǃnas von den ebenfalls zu den Nama gehörenden Veldschoendrager übernommen, die die Umgebung östlich als Schans Vlakte bezeichneten. Während dieser Episode verlor die Anlage ihre vorherige militärische Bedeutung, wurde eher zu einer klassischen Stadt und erlebte eine gewisse Blüte. Die Festung und das umliegende Gebiet wurden mit Schulen, Gebäuden für Vieh und Straßen im unwegsamen Berggelände ausgebaut. Wohnbereiche existierten innerhalb der Festungsmauern als auch in einem Dorf am Fuß des Festungshügels. Eine kleine Zahl britischer Missionare besuchte die Stadt in den 1840er Jahren und berichteten von bemerkenswert erbauten Kirchen. Das erbaute Straßennetz im Gebirge rund um die Stadt wurde von den Missionaren in ihren Reiseberichten als beeindruckend beschrieben. Zwischen der Stadtfestung und den Missionaren im räumlich weit entfernten Warmbad existierte ein gewisser Kontakt. Nachdem die Veldschoendrager die Region um ca. 1850 aufgrund einer Dürreperiode und gleichzeitig grassierender Rinderpest verließen, wurde ǁKhauxaǃnas unbewohnt und verlor seine Bedeutung. Auch die wesleyanische Mission zog sich in diesem Kontext aus der Gegend und aus Warmbad zurück. 1867 übernahm die Rheinische Missionsgesellschaft den Standort, es ist jedoch weder Kontakt zu Einwohnern von ǁKhauxaǃnas, noch sind Bewohnerzahlen dokumentiert.
1886 verkaufte ein hochrangiger Veldschoendrager die Region, in der sich ǁKhauxaǃnas befindet, im Rahmen der kolonialen Landnahme des Deutschen Kaiserreichs als Farm Kora-Orap an einen deutschen Kolonialfarmer namens Alfred Fryer. Anschließend geriet ǁKhauxaǃnas in Vergessenheit und wurde in keinen historischen Unterlagen mehr erwähnt. Ob Fryer von der Existenz der Anlage auf seinem Farmgebiet wusste kann bezweifelt werden, da der seine Farm bereisende Wasserbauingenieur Theodor Rehbock in seiner wissenschaftlichen Studie über Deutsch-Südwest-Afrika, die er nach Rückkehr nach Deutschland veröffentlichte, keine Angaben über eine untergegangene Nama-Festung in den Karasbergen gemacht hat.

## Dritte Phase: Nutzung als Basis im antikolonialen Guerillakrieg
Während der Kriege in Deutsch-Südwestafrika zwischen 1904 und 1907 diente die Festung als ein wichtiger Rückzugsposten der Nama unter Jakobus Morenga. Von hier aus unternahm er mit seinen Truppen mehrere erfolgreiche Guerilla-Angriffe auf die kolonialen Besatzer. Am 30. August 1904 gelang Morengas Truppen von ǁKhauxaǃnas ausgehend die Vernichtung einer kompletten Schutztruppeneinheit unter Leutnant Baron Nikolai von Stempel. Die Soldaten waren in einen Hinterhalt geraten; zuvor hatten Morengas Truppen den Farmer Fryer gefangen genommen. Der Baron gilt als bedeutendster Verlust, den die von ǁKhauxaǃnas ausgehenden Guerillaangriffe den deutschen Schutztruppen zufügten. Ein weiteres Indiz dafür, dass Fryer nichts von der Anlage auf seinem Farmgelände wusste, besteht darin, dass Fryer und seine gesamte Familie kurz nach von Stempels Tod im September 1904 von Einheiten der Schutztruppe unter der Anklage der Kollaboration mit Morenga verhaftet wurden. Es kam zu keiner Aussage – da Fryer wohl tatsächlich nichts wusste. Daraufhin wurden als Vergeltungsmaßnahme seine drei Söhne von den deutschen Soldaten unschuldig hingerichtet.
Am 10. März 1905 rieben Morengas Truppen nach einer Serie vorangegangener Gefechte bei Aob eine Schutztruppen-Kolonne unter Hauptmann Georg Kirchner und Leutnant Eduard Fürbringer beinah vollständig auf. Beide fielen im Gefecht. Anschließend konnten sich Morenga und seine Nama-Krieger Einkesselungsversuchen entziehen. Es gelang ihnen, sich nach weiteren Rückzugsgefechten unentdeckt durchs Gebirge nach ǁKhauxaǃnas zurückziehen. Ihre Verfolger, bestehend aus mehreren Kompanien, verloren die Spur.
ǁKhauxaǃnas wurde von der deutschen Schutztruppe weder entdeckt noch erobert, seine Lage war während des Kriegs jedoch jahrelang Gegenstand von Spekulationen, wie den deutschen Kriegsakten zu entnehmen ist.

## Situation heute
Nach dem Ende des Kriegs und der Geschehnisse der deutschen Kolonialzeit geriet ǁKhauxaǃnas in Vergessenheit und wurde erst 1986 vom deutsch-namibischen Bauingenieur Dr. Klaus Dierks wiederentdeckt. Dierks war wohl der erste Europäer vor Ort seit den Missionaren in den 1840er Jahren.
Das Grab des gefallenen deutschen Leutnants Baron von Stempel befindet sich nach wie vor auf dem Gelände einer in der Nähe liegenden Farm namens Smitsdrift. Die 1905 gefallenen Offiziere der Schutztruppe liegen auf dem Gebiet einer Farm namens Narudas begraben.
Die Anlage liegt heute nach wie vor auf Farmgebiet. Sie ist aufgrund ihrer Lage im Gebirge abseits der Straßen nur mühsam erreichbar.
ǁKhauxaǃnas ist ein wichtiges, vielfach noch unerforschtes Zeugnis der Kultur und Gesellschaft im vorkolonialen Südlichen Afrika.